# Suetonius
Gaius Suetonius Tranquillus, född ca 70, död efter 122, var en romersk författare och tjänsteman som tillhörde samhällsklassen equites och var samtida med kejsar Hadrianus. Suetonius är känd för verket De vita Caesarum, en biografi över Julius Caesar och det romerska rikets första elva kejsare. Övriga verk finns endast i fragment eller är förlorade.

## Biografi
Gaius Suetonius Tranquillus föddes förmodligen omkring år 70, detta eftersom han beskriver sig själv som en ung man (adulescens/adulescentulus) tjugo år efter Neros död, och under Domitianus regeringstid. Hans far var en viss Suetonius Laetus som var eques och militärtribun i Trettonde legionen under fyrkejsaråret. Han utbildade sig när skolor för retorik blomstrade i Rom, och han omnämner sin lärare Princeps i en av sina skrifter.
Suetonius Tranquillus var nära vän med senatorn Plinius d.y., och tros ha träffat denne under den här tiden. Plinius hjälpte honom flera gånger, bland annat med att skaffa ett lantgods, att erbjuda honom en post som militärtribun (som han tackade nej till) och privilegier av kejsaren som annars gavs till flerbarnsföräldrar. Han blev även uppmuntrad av Plinius att publicera sina skrifter.
Genom en inskription i Hippo Regius (nuvarande Annaba i Algeriet) vet man att han var a bybliothecis, a studiis, och ab epistulis, det vill säga överbibliotekarie i Rom, arkivarie, och generalsekreterare till kejsaren. Han innehade även två prästerliga ämbeten, flamen sacredotalis och pontifex Volcanalis. Enligt Historia Augusta blev han avskedad från yrket som ab epistulis av kejsar Hadrianus på grund av hans alltför nära kontakter med kejsarinnan Sabina.

## Svenska översättningar avDe vita Caesarum
- De tolf förste romerske kejsarne (anonym översättning) (Scheutz, 1832)
- Kejsarbiografier (översättning Magnus Leonard Wistén) (Magnus Bergvall, 1918–1919)
- Kejsarbiografier: Tiberius och Nero (översättning Sture Axelson) (Natur och Kultur, 1961) [tvåspråkig utgåva]
- Kejsarbiografier (översättning Ingemar Lagerström) (Wahlström & Widstrand, 2001)

### Fotnoter
1. ↑  ”Overview”, Internet Movie Database, IMDb-ID: nm1306711co0047972, läs online, läst: 28 mars 2021.[källa från Wikidata]
2. ↑  ”Mini Bio”, Internet Movie Database, IMDb-ID: nm1306711co0047972, läs online, läst: 28 mars 2021.[källa från Wikidata]
3. ↑  Suet. Nero 57, 2
4. ↑  Suet. Domitianus 12, 2
5. ↑  Suet. Otho 10
6. ↑  Suet. De grammaticis 4,9
7. ↑  Plin. Epistulae 1, 24
8. ↑  Plin. Epistulae 3, 8
9. ↑  Plin. Epistulae 10, 94-95
10. ↑  Plin. Epistulae 5, 10
11. 1 2 3  ”Suetonius”. Livius.org. 2003. https://www.livius.org/sources/content/suetonius/. Läst 8 februari 2021.
12. ↑  AE 1953, 73
13. ↑  HA Hadrianus 11, 3